# (157332) Lynette
(157332) Lynette est un astéroïde de la ceinture principale.

## Description
(157332) Lynette est un astéroïde de la ceinture principale. Il fut découvert le 15 octobre 2004 à Needville par Don J. Wells. Il présente une orbite caractérisée par un demi-grand axe de 2,58 UA, une excentricité de 0,16 et une inclinaison de 5,7° par rapport à l'écliptique.

## Compléments